# Соцземледельское муниципальное образование
Соцземледельское муниципальное образование — муниципальное образование со статусом сельского поселения в составе Балашовского района Саратовской области. Административный центр — посёлок Соцземледельский. На территории поселения находятся 3 населённых пункта — 1 посёлок, 2 села .

## Население
| 2010  | 2011  | 2012  | 2013  | 2014  | 2015  | 2016  |
| ----- | ----- | ----- | ----- | ----- | ----- | ----- |
| 1444  | ↘1443 | ↘1403 | ↘1367 | ↘1335 | ↘1297 | ↘1271 |
| 2017  | 2018  | 2019  | 2020  | 2021  | 2025  |       |
| ↘1246 | ↘1240 | ↘1224 | ↘1213 | ↘1163 | ↘1088 |       |

## Населённые пункты
- посёлок Соцземледельский — административный центр;
- село Ленино;
- село Львовка.

Главой поселения является Макаров Юрий Николаевич.